# Het Jagershuis
De herberg Het Jagershuis, ook bekend als De rustende Jager, werd in 1749 gebouwd langs het jaagpad van de vaart van Maartensdijk naar Utrecht en werd voornamelijk als rustplaats gebruikt door arbeiders die werkten in de trekvaart. Het historische pand van de herberg ligt op kruising van de Koningin Wilhelminaweg en de Achterweteringsweg.
De jaagpaden en de trekvaart vormden een belangrijke factor in de ontwikkeling van het gebied en haar unieke karakteristieke landschap. Zij vormden een belangrijke transportader waarmee producten als turf, melk, boter, kaas etc. naar de stad Utrecht werden vervoerd.
In latere tijden kreeg het pand van de diverse uitbaters verschillende namen, zoals 'Het Braadspit', 'Bij Hen' en meest recentelijk 'Helden'.